# سنگ‌دل (فیلم ۱۹۲۴)
سنگ‌دل (انگلیسی: Heart of Stone) یک فیلم صامت در ژانر فانتزی به کارگردانی فرد زاور است که در سال ۱۹۲۴ منتشر شد.